# Episodi di In aller Freundschaft (quinta stagione)
La quinta stagione della serie televisiva In aller Freundschaft è stata trasmessa in anteprima in Germania da Das Erste tra l'8 gennaio 2002 e il 24 dicembre 2002.
| nº | Titolo originale           | Prima TV Germania |
| -- | -------------------------- | ----------------- |
| 1  | Eine Frage des Vertrauens  | 8 gennaio 2002    |
| 2  | Die Strafanzeige           | 15 gennaio 2002   |
| 3  | Süße Träume                | 22 gennaio 2002   |
| 4  | Pias Baby                  | 29 gennaio 2002   |
| 5  | Sarahs Rückkehr            | 5 febbraio 2002   |
| 6  | Spiel mit dem Feuer        | 12 febbraio 2002  |
| 7  | Die Klassenfahrt           | 26 febbraio 2002  |
| 8  | Alinas Flucht              | 5 marzo 2002      |
| 9  | Verlockendes Angebot       | 12 marzo 2002     |
| 10 | Der große Irrtum           | 26 marzo 2002     |
| 11 | Licht und Schatten         | 2 aprile 2002     |
| 12 | Ein Vater für Jonas        | 9 aprile 2002     |
| 13 | Der erste Schritt          | 16 aprile 2002    |
| 14 | Zwei Mütter - eine Tochter | 23 aprile 2002    |
| 15 | Traumurlaub                | 30 aprile 2002    |
| 16 | Das Igelkind               | 7 maggio 2002     |
| 17 | Leise Zweifel              | 21 maggio 2002    |
| 18 | Ein Schritt zu weit        | 28 maggio 2002    |
| 19 | Der Traum vom Fliegen      | 4 giugno 2002     |
| 20 | Der letzte Tango           | 11 giugno 2002    |
| 21 | Kranke Herzen              | 18 giugno 2002    |
| 22 | Wilde Trauer               | 25 giugno 2002    |
| 23 | Sprung ins Ungewisse       | 2 luglio 2002     |
| 24 | Rivalitäten                | 20 agosto 2002    |
| 25 | Die Nachricht des Tages    | 3 settembre 2002  |
| 26 | Eine Frage der Ehre        | 10 settembre 2002 |
| 27 | Leben für den Augenblick   | 24 settembre 2002 |
| 28 | Der Mann deiner Träume     | 1º ottobre 2002   |
| 29 | Rache ist süß              | 8 ottobre 2002    |
| 30 | Der Sohn des Polizisten    | 15 ottobre 2002   |
| 31 | Ein schlimmer Verdacht     | 22 ottobre 2002   |
| 32 | Der Held des Tages         | 29 ottobre 2002   |
| 33 | In letzter Sekunde         | 5 novembre 2002   |
| 34 | Der Kurschatten            | 12 novembre 2002  |
| 35 | Spätes Glück               | 19 novembre 2002  |
| 36 | Morgen ist ein neuer Tag   | 26 novembre 2002  |
| 37 | Eigene Wege                | 3 dicembre 2002   |
| 38 | Eine heikle Entscheidung   | 10 dicembre 2002  |
| 39 | Stille Nacht...            | 17 dicembre 2002  |
| 40 | Gefährliches Geheimnis     | 24 dicembre 2002  |